# Heteroconis pepa
Heteroconis pepa är en insektsart som beskrevs av Monserrat 1982. Heteroconis pepa ingår i släktet Heteroconis och familjen vaxsländor. Inga underarter finns listade i Catalogue of Life.